# The Bravery
『The Bravery』（ザ・ブレイヴリー）は、supercellの楽曲。同グループ7枚目のシングルとして2013年3月13日にSony Recordsから発売された。楽曲はryoにより制作・プロデュースされた。

## 概要
前作『銀色飛行船』から約3か月でのリリースとなるシングル。
本曲は、テレビアニメ『マギ』の後期エンディングテーマに起用された。内容はryoが原作の1巻後半から7巻を読み、その上で書いたといういわば原作へのアンサーソング的な作風に仕上がっている。レコーディングではryo曰く「邦楽でありながらサウンドが洋楽っぽく」なるよう工夫したという。
シングルはCD+Blu-rayの初回限定盤A（SRCL-8241/2）、CD+DVDの初回限定盤B（SRCL-8243/4）、CDのみの通常盤（SRCL-8245）の3種リリースで、初回限定盤には本曲のPVが収録されている。
シングルの2曲目「She is my senior」は、アコギによる弾き語り曲で、こゑだの母親との電話でのやりとりを基にして書かれた。
シングルの3曲目「青空」は、ギターと口笛が活躍する曲になっている。

## 収録曲
| 全作詞・作曲・編曲: ryo。 |                                                         |       |            |      |
| #                         | タイトル                                                | 作詞  | 作曲・編曲 | 時間 |
| 1.                        | 「The Bravery」(テレビアニメ『マギ』エンディングテーマ) | ryo   | ryo        | 6:06 |
| 2.                        | 「She is my senior」                                    | ryo   | ryo        | 2:51 |
| 3.                        | 「青空」                                                | ryo   | ryo        | 3:31 |
| 4.                        | 「The Bravery（TV Edit）」                              | ryo   | ryo        | 1:35 |
| 5.                        | 「The Bravery -Instrumental-」                          | ryo   | ryo        |      |
| 6.                        | 「青空 -Instrumental-」                                 | ryo   | ryo        |      |
| 7.                        | 「The Bravery（TV Edit） -Instrumental-」               | ryo   | ryo        |      |
| 合計時間:                 | 合計時間:                                               | 25:16 |            |      |

| #  | タイトル                     | 作詞 | 作曲・編曲 |
| -- | ---------------------------- | ---- | ---------- |
| 1. | 「The Bravery」(Music Video) |      |            |

## 収録アルバム
The Bravery
- ZIGAEXPERIENTIA
- THE BEST OF MAGI